# Parc del G4
El Parc del G4 és un parc situat al barri de Montigalà de Badalona, inaugurat l'any 1994. Té unes dimensions considerables amb una superfície de 6 ha. Està delimitat pel carrer de la Ciència, la travessera de Montigalà, el camí de Sant Jeroni de la Murtra i l'avinguda de la Comunitat Europea. Té accés pel carrer de la Ciència i l'avinguda de la Comunitat Europea. És una esplanada de prat de caràcter forestal, amb pins, alzines sureres i arbust mediterrani. El parc és entapissat amb herba segada, i els camins són pavimentats.
Al parc hi ha una escultura de Joan Brossa, el far de Joan Brossa, que amaga una antena de telefonia. Es tracta d'un poema visual de l'any 1987 dedicat a Badalona. L'escultura és de l'any 1996 i va ser titulada «On és Bada l'ona». La parada d'autobús més propera és la de la línia B2, operada per TUSGSAL.